# Carsten Podlesch
Carsten Podlesch (né le 6 septembre 1969 à Berlin) est un coureur cycliste sur piste allemand, champion du monde de demi-fond.

## Biographie
Podlesch vient d'une famille très impliquée dans le demi-fond.
Son père, Rainer Podlesch, fut deux fois champion du monde amateur et son oncle, Karsten Podlesch, était entraîneur.
Podlesch devient stayer à 19 ans. Pendant sa carrière, qui s'étend sur presque quatre décennies, il remporte le championnat du monde deux fois (chez les amateurs en 1992 et chez les professionnels en 1994), le championnat d'Europe trois fois et le championnat d'Allemagne treize fois, ceci faisant de lui l'un des stayers les plus titrés de l'histoire. Avec son oncle comme entraîneur, la paire Podlesch/Podlesch remporte le championnat d'Europe en 2000.
En 1994, Podlesch remporte le dernier championnat du monde avec son entraîneur Dieter Durst  — l'UCI supprima cette discipline du programme car trop peu de nations participaient — et reste ainsi le champion ad vitam æternam. L'année suivante, le championnat d'Europe devient open et la compétition internationale la plus importante.
Podlesch prend sa retraite du demi-fond en 2008.

## Palmarès

### Championnats du monde
- Hamar 1993
  -  Médaille de bronze en demi-fond
- Palerme 1994
  -  Champion du monde de demi-fond

### Championnats du monde amateurs
- Stuttgart 1991
  -  Médaille de bronze en demi-fond amateurs
- Valence 1992
  -  Champion du monde de demi-fond amateurs

### Championnats d'Europe
- 1995
  -  Médaille d'argent en demi-fond
- 1996
  -  Champion d'Europe de demi-fond
- 1997
  -  Médaille de bronze en demi-fond
- 2000
  -  Champion d'Europe de demi-fond
- 2001
  -  Champion d'Europe de demi-fond
- 2006
  -  Médaille d'argent en demi-fond

### Championnats d'Allemagne
| - 1993 - Champion d'Allemagne de demi-fond - 1994 - Champion d'Allemagne de demi-fond - 1995 - Champion d'Allemagne de demi-fond - 1996 - 2e du demi-fond - 1998 - Champion d'Allemagne de demi-fond - 1999 - 3e du demi-fond | - 2000 - Champion d'Allemagne de demi-fond - 2001 - Champion d'Allemagne de demi-fond - 2002 - Champion d'Allemagne de demi-fond - 2005 - Champion d'Allemagne de demi-fond - 2006 - Champion d'Allemagne de demi-fond - 3e du derny |